# Grafschaft (Dinslaken)
Grafschaft ist ein Stadtteil von Dinslaken, Nordrhein-Westfalen, und hat 569 Einwohner (Stand Dezember 2020). Er gehörte bis 1905 zur Bürgermeisterei Dinslaken-Land und danach bis zum 30. Juni 1917 zur Bürgermeisterei Hiesfeld. Er liegt im Osten Dinslakens und wird im Westen durch die Autobahn A3, welche Oberlohberg und Hiesfeld von Grafschaft trennt, im Norden durch den Hünxerwald, im Osten durch Kirchhellen und im Süden teilweise durch den Schwarzbach vom Oberhausener Stadtbezirk Sterkrade mit seinen Ortsteilen Brink und Neuköln begrenzt. Der Ortsteil ist dünn besiedelt, landwirtschaftlich geprägt und zeichnet sich als Naherholungsgebiet mit einem zum Staatsforst Wesel gehörenden großen Waldanteil aus. Zu Grafschaft gehören die Ortsteile Sträterei und Im Fort.
Zu Grafschaft gehört der Waldfriedhof Oberlohberg. Der Ortsteil ist durch die Buslinien 17 und 98 der Verkehrsgemeinschaft Niederrhein an das Nahverkehrsnetz angeschlossen. Der Ort liegt an den Landesstraßen 397 und 462. Die Entfernung nach Dinslaken und Kirchhellen beträgt rund 6,5 bzw. 8 km. Unmittelbar im Nordosten angrenzend liegt der Flugplatz Dinslaken/Schwarze Heide.